# 김태욱 (아나운서)
김태욱(金泰旭, 1960년 7월 18일 ~ 2021년 3월 4일)은 대한민국 SBS의 前 아나운서였다.
서강대학교 영어영문학과 학사 학위를 취득한 뒤 1987년 기독교방송(CBS)에 입사하였으며, 1989년에는 한국방송공사(KBS), 1991년 3월 SBS에 창사멤버로 이적 후 경력공채로 아나운서로 입사하여 활동하였으며, 2020년 SBS 편성실 아나운서팀 국장 역임을 끝으로 정년퇴직하였다. 정년 이후에도 SBS 러브FM의 '김태욱의 기분 좋은 밤'의 DJ를 맡았다. 기분 좋은 밤은 사망 당일인 3월 4일 새벽 두 시까지 진행했다.
2021년 3월 4일, 자택에서 별세했으며, 정확한 사망 원인은 밝혀지지 않았다.
그는 7남매 중 막내이며, 아버지는 시인 김상화, 누나는 배우 김자옥, 자형은 가수 오승근이다.
후사 없이 사망한 탓에 상주는 김태욱의 외조카이자 오승근의 아들이 맡았다.

## 예전 진행 프로그램
- 《KBS 뉴스 (700)》토요일 (1990년 6월 9일 ~ 1991년 1월 26일)
- 《SBS 뉴스 (주말)(아침)》일요일 (1996년 ~ 1997년)
- 평일 《생방송 모닝와이드 3부》(2002년 11월 4일 ~ 2004년 2월 27일)
- 《SBS 마감뉴스》(1994년 4월 18일 ~10월 21일)
- 《SBS 나이트라인》(1996년 10월 21일 ~ 1997년 2월 28일, 2014년 12월 19일, 2015년 1월 23일, 4월 10일, 24일, 6월 5일)
- 《빙고9》
- 《오늘의 스포츠》
- 《출동! VJ특급》
- 《러브러브 선데이》
- 《생방송 TV 아름다운 가게》
- 《행복한 아침》(2005년 5월 2일 ~ 2007년 11월 4일)
- 《SBS 뉴스와 생활경제》(1998년 4월 6일 ~ 2002년 11월 1일/2005년 4월 25일 ~ 2008년 1월 11일)
- 《SBS 뉴스와 생활경제》임시진행 (2008년 7월 18일)
- 《생방송 투데이》(2009년 4월 27일 ~ 2011년 4월 29일)
- 《SBS 뉴스 (주말)》
- 《SBS 스페셜》 530회 : 충건 씨의 은퇴 여행 (2018년 11월 25일) - 내레이션
- 《SBS 러브FM》《김태욱의 기분 좋은 밤》(2009년 4월 13일 ~ 2021년 3월 4일)